# Borek (Gorzów)
Pour les articles homonymes, voir Borek.
Borek (prononciation : [ˈbɔrɛk]) est un village polonais de la gmina de Deszczno dans le powiat de Gorzów de la voïvodie de Lubusz dans l'ouest de la Pologne.
Il se situe à environ 5 kilomètres à l'est de Deszczno (siège de la gmina) et 11 kilomètres au sud-est de Gorzów Wielkopolski (siège du powiat).

## Histoire
Avant 1945, ce village était sur le territoire allemand. (voir Évolution territoriale de la Pologne)
Dans l'ancienne Prusse, le village porte le nom de Borures et appartient à la circonscription de Landsberg an der Warthe en allemand dans la province du Brandebourg.
L'église du village, de style baroque, a été construite durant la première moitié du XVIIIe siècle.
De 1975 à 1998, le village appartenait administrativement à la voïvodie de Gorzów.

Depuis 1999, il appartient administrativement à la voïvodie de Lubusz.

## Lieux touristiques

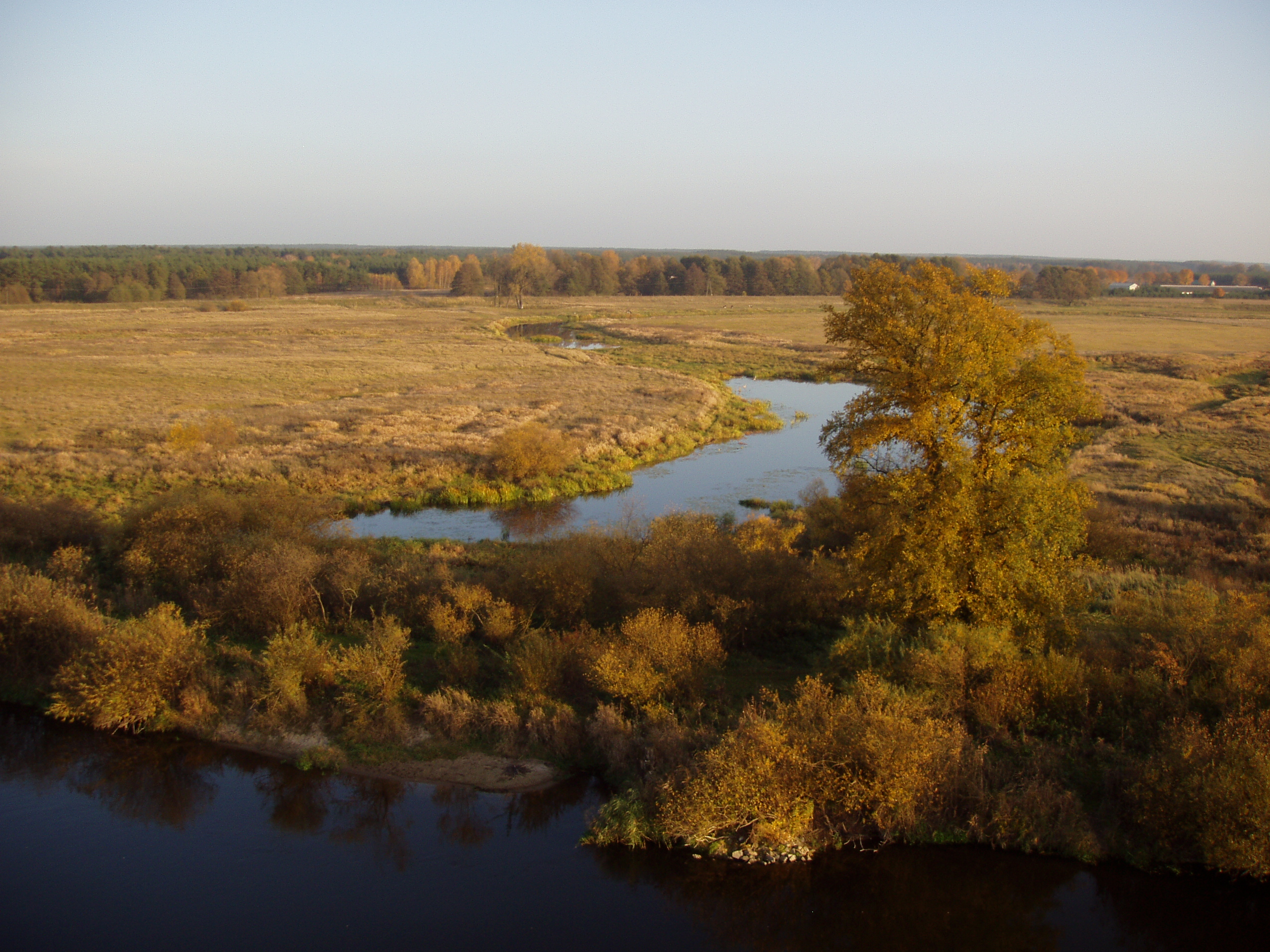
Réserve Santockie Zakole (2005)

- La réserve ornithologique Santockie Zakole (454 hectares) [3],[4] : vaste réserve naturelle de la Vallée de la Warta. Chênes pédonculés. 177 espèces d'oiseaux : grues, oies, courlis, guifettes... D'autres espèces peuplent la réserve : cervidés, sangliers, mollusques et bryozoaires...

## Personnalités liées à Borek
- Janusz Kierzkowski, coureur cycliste sur piste, médaillé olympique y est né.